# Divisione di Aligarh
La divisione di Aligarh è una divisione dello stato federato indiano dell'Uttar Pradesh, di 7 112 030 abitanti. Il suo capoluogo è Aligarh.
La divisione di Aligarh è stata costituita il 15 aprile 2008 e comprende i distretti di Aligarh, Etah, Hathras e Kanshiram Nagar.